# Justus Weigand
Justus Weigand, född den 20 april 2000 i Nürnberg, är en tysk landhockeyspelare.

## Karriär
Justus Weigand ingick i det tyska landhockeylaget som tog silver vid OS 2024.